# 零回指
零回指，又称 零形回指，也称 零前指， 是回指的一种类型。
零回指（zero anaphora）指的是 一种形式因为其所指（references）已经明确或能够猜测出来而可以省略的现象。

## 英语用例
- 如，例句(1)：Kim went down town and met Kenji.（金进城碰到了肯基。）[3]

在例句(1)中，动词met之前并无通常意义上的主语，从语法意义上也就意味着动词met拥有一个“零”主语，即：既无名词，同时也无代词出现作动词met的主语，但阅读此句子的读者可以通过全句已给出的信息推断得出动词met所指的是“Kim”。
- 又如，例句(2)：There are two roads to eternity, a straight and narrow, and a broad and crooked.（通向永恒的路有两条，一条笔直而狭窄，一条宽阔而曲折。）[4]

在例句(2)中，短语“a straight and narrow”之后存在一个未有标明的空白([gap])，可理解作“a straight and narrow [gap]”，而此空白（[gap]）可以视作先行词“two roads to eternity”的回指。因此，短语“a straight and narrow”与“two roads to eternity”之间就可以视作是拥有零回指关系。在例句2中，另外的一个短语“a broad and crooked”同样也可以视作是与先行词“two roads to eternity”存在零回指关系。
在其他语言（如 汉语和日语）中，零回指现象还未得到非常普遍的研究。

## 汉语用例
零回指现象在汉语中非常普遍。汉语普通话的语法中一个非常突出的特征就是：倘若一个名词短语能够在阅读的过程中被他人从该名词短语所处的语境中猜测出其语义，那么这一名词短语就不需要在该句中明确地出现。这一汉语的语法现象过去常常被认为是省略。但此类型的现象现则被认为是零回指。
- 如，例句（3）：松下问童子，言师采药去。[8]

在例句（3）中，前半句“松下问童子”的主语并未明确出现，但由于读诗者在阅读该句诗的过程中从语境就能自然而然地得出结论，亦即：这一动作的施动者显然是诗作者贾岛本人。而后半句诗“言师采药去”的主语也并未明确出现，读诗者在阅读该诗句的过程中能水到渠成地得出结论：施动者显然是前一句诗所提到的“童子”。此类型的现象也就是汉语中的“零回指”。
- 又如，例句（4）：苏小姐跟鲍小姐同舱，睡的是下铺，比鲍小姐方便得多，不必每天爬上爬下。[9]

在例句（4）中，“睡的是下铺”，“比鲍小姐方便得多”，“不必每天爬上爬下”这三个分句的施动者并未在句中明确说明，但读者可以显而易见地判断出施动者必然是第一个分句的主语“苏小姐”，因此先行词“苏小姐”和这三个短语之间也存在零回指的关系。
- 再如，例句（5）：济南府里有几个俗财主，也爱王冕的画，时常要买。[10]

在例句（5）中，“也爱王冕的画”，“时常要买”这两个分句的施动者显然是第一个分句中所提到的“俗财主”，因此先行词“俗财主”与这两个分句短语之间的关系也就是零回指。
以下例句也均存在零回指现象：
- 例句（6）：母亲在牌桌上遇见一位太太，她有个女儿，透着聪明伶俐。[11]

- 例句（7）：詹大胖子是个大胖子。很胖，而且很白。是个大胖子。[12]

- 例句（8）：撑着油纸伞，独自/彷徨在悠长，悠长/又寂寥的雨巷，/我希望逢着一个丁香一样地/结着愁怨的姑娘。/ ……/她彷徨在这寂寥的雨巷，/撑着油纸伞/ 像我一样，……[13]

- 例句（9）：马威把窗子开开一点，坐在茶几旁边的椅子上，往街上看。听见个脚步声儿，便往外看看，看了好几回，都不是父亲。从书架上拿下一本小说来，翻了几篇，念不下去，又送回去了。有心试试钢琴，一想天太晚了，没敢弹。又回来坐在窗子里面，皱着眉头想：……[14]

- 例句（10）：方老先生大不谓然，可是儿子大了，不敢再把父亲的尊严去威胁他，便信上说……[15]